# Euphyia luctuata
Euphyia luctuata är en fjärilsart som beskrevs av Ignaz Schiffermüller 1775. Euphyia luctuata ingår i släktet Euphyia och familjen mätare. Inga underarter finns listade i Catalogue of Life.